# 1130

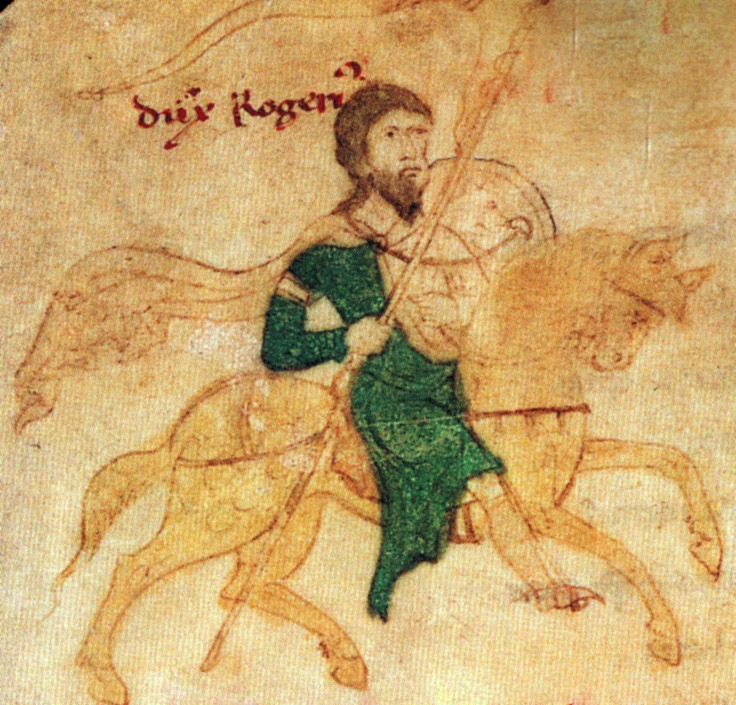
Rogier II van Sicilie

Het jaar 1130 is het 30e jaar in de 12e eeuw volgens de christelijke jaartelling.

## Gebeurtenissen
februari
- 13 - Na de dood van Honorius II wordt aanvankelijk Gregorio de Papareschi als Innocentius II tot paus gekozen. Omdat de verkiezing niet geheel volgens de regels is verlopen, wordt een nieuwe verkiezing gedaan, waarin Pietro Pierleoni als Anacletus II wordt gekozen. Beide pausen erkennen elkaars verkiezing niet. Anacletus weet Innocentius uit Rome te verdrijven. Innocentius vlucht naar Frankrijk. Rogier II van Sicilië en Willem X van Aquitanië steunen Anacletus, maar koning Lotharius III steunt Innocentius, evenals Frankrijk en Engeland.

september
- 25 - Zengi, de atabeg van Aleppo, verovert de stad Hama.

november
- 21 - De latere koning García IV van Navarra trouwt met Margaretha de l'Aigle

december
- 25 - Anacletus II kroont hertog Rogier II van Sicilië tot koning. Hierdoor ontstaat het koninkrijk Sicilië, waarin ook Apulië en Calabrië zijn opgenomen.

zonder datum
- Na de dood van Sigurd I worden zowel zijn zoon Harald IV (in Oslo) als zijn halfbroer Magnus IV (in Tønsberg) tot koning uitgeroepen. Ze delen het koningschap, maar enkele jaren later komt het tot oorlog tussen beiden, waarmee een lange periode van burgeroorlogen begint.
- Het klooster van Wörschweiler wordt opgericht.
- De abdij van Tongerlo wordt gesticht. (jaartal bij benadering)
- Het timpaan van Egmond wordt gemaakt. (jaartal bij benadering)
- De Proosdij van Deventer wordt gebouwd. (jaartal bij benadering)
- Voor het eerst genoemd: Armix, Beveren, Castelré, Izier, Lantremange, Meilegem, Nives

## Opvolging
- Almohaden - Ibn Toemart opgevolgd door Abd al-Mu'min ibn Ali
- Amiens - Thomas I van Coucy opgevolgd door zijn zoon Robrecht van Boves
- Antiochië - Bohemund II opgevolgd door zijn dochter Constance onder regentschap van dier moeder Alice
- Baden - Herman II opgevolgd door zijn zoon Herman III
- Coucy - Thomas I opgevolgd door zijn zoon Engelram II
- Fatimiden - Abu 'Ali al-Mansur al-Amir opgevolgd door Abu'l Maimun 'Abdul Majid al-Hafiz
- Holstein en Schaumburg - Adolf I opgevolgd door zijn zoon Adolf II
- patriarch van Jeruzalem (Latijns) - Steven opgevolgd door Willem I van Mechelen
- Maronitisch patriarch - Jozef I el Gergess opgevolgd door Petrus I
- Meißen - Herman II van Winzenburg opgevolgd door Koenraad van Wettin
- Moravië-Olmütz - Wenceslaus opgevolgd door Soběslav I van Bohemen
- Noordmark - Udo III van Frankleben opgevolgd door Koenraad van Proseck
- Noorwegen - Sigurd I opgevolgd door zijn zoon Harald IV en zijn (vermeende) halfbroer Magnus IV
- paus - Honorius II opgevolgd door Innocetius II en Anacletus II, die elkaar bestrijden
- bisdom Terwaan - Jan I van Waasten opgevolgd door Milo I
- Thüringen - Herman II van Winzenburg opgevolgd door Lodewijk I
- Venetië (doge) - Domenico Michiel opgevolgd door Pietro Polani
- Zweden - Magnus Nilsson opgevolgd door Sverker I (jaartal bij benadering)

## Geboren
- 18 oktober - Zhu Xi, Chinees filosoof
- Amadeus II, heer van Montfaucon en graaf van Montbéliard
- Boudewin III, koning van Jeruzalem (1143-1162)
- Allard, heer van Egmond
- Theobald V, graaf van Blois en Châteaudun
- Benjamin van Tudela, Navarraans reiziger (jaartal bij benadering)
- Christiaan I van Buch, aartsbisschop van Mainz en rijkskanselier (jaartal bij benadering)
- Everhard I van Berg-Altena, graaf van Mark (jaartal bij benadering)
- Filips I van Heinsberg, aartsbisschop van Keulen (jaartal bij benadering)
- Géza II, koning van Hongarije (1141-1162) (jaartal bij benadering)
- Herrad von Landsberg, Elsassisch non en auteur (jaartal bij benadering)
- Karel VII, koning van Zweden (1160-1167) (jaartal bij benadering)
- Nicolaas van Verdun, Frans edelsmid (jaartal bij benadering)
- Reginald van Sidon, Jeruzalems edelman (jaartal bij benadering)
- Al-Samaw'al, Arabisch wiskundige (jaartal bij benadering)
- Tancred, koning van Sicilië (1189-1194) (jaartal bij benadering)
- Willem van Tyrus, aartsbisschop van Tyrus en geschiedschrijver (jaartal bij benadering)

## Overleden
- 27 januari - Jan I van Waasten (~64), bisschop van Terwaan
- 13 februari - Honorius II, paus (1124-1130)
- februari - Bohemund II, prins van Antiochië
- 4 maart - Rupert van Deutz (~54), Luiks theoloog
- 13 maart - Udo III van Frankleben, markgraaf van Noordmark
- 26 maart - Sigurd I (~39), koning van Noorwegen (1103-1130)
- 15 mei - Isidorus van Madrid, Spaans heilige
- 7 oktober - Herman II (~56), markgraaf van Baden
- 13 november - Adolf van Salingsleben, graaf van Holstein en Schaumburg
- Brahmadeva (~70), Indisch wiskundige
- Burchard I van Loccum, Duits edelman
- Gertrude van Komberg, echtgenote van tegenkoning Koenraad van Zwaben
- Margaretha Fredkulla, echtgenote van Magnus III van Noorwegen en Niels van Denemarken
- Domenico Michiel, doge van Venetië
- Thomas I, graaf van Amiens en heer van Coucy
- Ibn Toemart (~52), stichter van de Almohadendynastie
- Wenceslaus, hertog van Moravië-Olmütz
- Judith van Beieren, echtgenote van Frederik II van Zwaben (jaartal bij benadering)
- Maud van Northumbria, echtgenote van David I van Schotland